# John Grisham
« Grisham » redirige ici. Pour les autres significations, voir Grisham (homonymie).
John Grisham, né le 8 février 1955 à Jonesboro, dans l'Arkansas, est un écrivain américain, auteur de plusieurs romans policiers qui appartiennent au sous-genre du roman judiciaire, de récits qui décrivent le Sud rural des États-Unis et d'ouvrages de littérature d'enfance et de jeunesse.
Il est notamment connu pour ses romans qui ont été portés à l'écran, notamment La Firme (avec Tom Cruise et Gene Hackman), L'Affaire Pélican (avec Julia Roberts et Denzel Washington), L'Idéaliste (de Francis Ford Coppola, avec Claire Danes et Matt Damon), Le Client (avec Susan Sarandon et Tommy Lee Jones), Le Droit de tuer ? (avec Matthew McConaughey et Samuel L. Jackson) ou encore Le Maître du jeu (avec Dustin Hoffman et Gene Hackman).

## Biographie
Ses parents sont de modestes baptistes ayant eu cinq enfants, John étant le deuxième. Son père travaille dans la construction et dans les champs de coton. Après plusieurs déménagements, la famille s'installe en 1967 dans la petite ville de Southaven, du comté de DeSoto au Mississippi.
Encouragé par sa mère, le jeune Grisham dévore de nombreux livres, dont ceux écrits par John Steinbeck, un modèle de clarté pour lui.
Il a étudié les sciences comptables à l'université d'État du Mississippi et a obtenu un Bachelor of Science en 1977, puis il a étudié le droit à la Mississippi School of Law et a obtenu un Bachelor of Laws en 1981. Pendant ses études, il prend des notes dans un journal de bord, ce qui l'aidera dans sa future carrière littéraire.

### Carrière
En 1981, il se joint à un bureau d'avocats œuvrant dans la petite ville de Southaven. Après dix années à travailler pour celle-ci, il se concentre sur les cas criminels, tout en étant efficace dans les poursuites au civil.
En 1983, il est élu comme représentant à la Chambre des Représentants de l'État du Mississippi qu'il servira jusqu'en 1990.
En 1984, lors d'un procès, il entend le témoignage bouleversant d'une enfant de douze ans qui a subi un viol. Dans ses temps libres, il commence à écrire son premier roman, où il explore l'hypothèse que le père de la jeune fille a tué les violeurs. Après trois ans de travail, Non coupable est proposé à plusieurs éditeurs, qui le rejettent. Wynwood Press décide de l'accepter et d'en publier 5 000 exemplaires en juin 1988.
Immédiatement après la publication de Non coupable, Grisham commence à écrire l'histoire d'un brillant avocat fraîchement diplômé qui accepte l'offre irrésistible qu'une firme de Memphis lui fait, ne se doutant pas que celle-ci effectue des opérations illicites.
Ce roman, La Firme, devient la meilleure vente de 1991. Grisham produit désormais un roman par an en moyenne, plusieurs étant de grands succès. À partir de 2001, il commence à écrire sur le Sud rural des États-Unis.
En 2010, il publie son premier ouvrage de littérature d'enfance et de jeunesse avec Théodore Boone, enfant et justicier. En janvier 2010, le classement de plusieurs magazines dédiés à l'édition, dont Livres-Hebdo en France et The Bookseller en Grande-Bretagne, le place à la dixième place des écrivains de fiction les plus vendus en Europe en 2009.
En 1996, Grisham fait un retour dans l'arène judiciaire en défendant avec succès une famille, dont le père est mort à la suite d'un accident ferroviaire.
La passion de Grisham pour le baseball – enfant, il rêvait de faire une carrière pro – transparaît dans son roman le plus intimiste, La Dernière Récolte, et dans sa participation aux activités de la Little League à Oxford dans le Mississippi et à Charlottesville en Virginie.

## Vie privée
Sa femme, Renee, ainsi que ses deux enfants, Ty et Shea, ont longtemps vécu avec lui dans une maison victorienne près d'Oxford. Après avoir donné leur maison et ferme d'Oxford, Mississipi à 'Ole Miss', l'université du Mississipi en 2011, John Grisham et sa famille se partagent entre leur maison principale dans une plantation à Charlottesville, en Virginie, une maison à Destin, en Floride, et un grand appartement à Chapel Hill, en Caroline du Nord.
Grisham est devenu chrétien baptiste à 8 ans, membre de l'église baptiste universitaire de Charlottesville (Virginie) (Cooperative Baptist Fellowship). Il a animé l'école du dimanche dans des églises.
En 1993, il a créé avec sa femme une fondation, entièrement financée par ses droits d'auteur, qui contribue auprès de missionnaires baptistes au Brésil à l'achat de médicaments et à la construction de chapelles, cliniques et écoles. Il a également participé à des travaux missionnaires au Brésil, avec la First Baptist Church d'Oxford (Mississippi).

## Œuvre

### Romans

#### SérieJake Brigance
1. Non coupable, Robert Laffont, coll. « Best-sellers », 1994 ((en) A Time to Kill, 1989), trad. Dominique Defert  (ISBN 2-221-07390-8)Réédition, Pocket, coll. « Thriller » no 10043, 1996 (ISBN 2-266-06852-0)
2. L’Allée du sycomore, Jean-Claude Lattès, 2014 ((en) Sycamore Row, 2013), trad. Dominique Defert  (ISBN 978-2-7096-4622-2)Réédition, Le Livre de poche, coll. « Policier / Thriller » no 33774 , 20151996 (ISBN 978-2-253-09306-0)
3. Le Droit au pardon, Jean-Claude Lattès, 2023 ((en) A Time for Mercy, 2020), trad. Dominique Defert  (ISBN 978-2709667814)

#### SérieL'insoumis
- Partner, Jean-Claude Lattès, 2017 ((en) Partners, 2016)  (ISBN 978-2-7096-6002-0)
- L'Insoumis, Jean-Claude Lattès, 2016 ((en) Rogue Lawyer, 2015), trad. Dominique Defert  (ISBN 978-2-7096-5069-4)Réédition, Le Livre de poche, coll. « Policier / Thriller » no 34484, 2017 (ISBN 978-2-253-08651-2)

#### SérieLacy Stoltz
1. L'Informateur, Jean-Claude Lattès, 2017 ((en) The Whistler, 2016)  (ISBN 978-2-253-23724-2) Réédition, Le Livre de poche, coll. « Policier / Thriller » no 34926, 2018  (ISBN 978-2-253-23724-2)
2. Son nom sur la liste, Jean-Claude Lattès, 2023 ((en) The Judge's List, 2021)  (ISBN 978-2-7096-6782-1)

#### SérieBruce Cable
1. Le Cas Fitzgerald, Jean-Claude Lattès, 2018 ((en) Camino Island, 2017), trad. Dominique Defert  (ISBN 978-2-7096-6147-8)Réédition, Le Livre de poche, coll. « Policier / Thriller » no 35386, 2019 (ISBN 978-2-253-25987-9)
2. Le Cas Nelson Kerr, Jean-Claude Lattès, 2022 ((en) Camino Winds, 2020), trad. Dominique Defert  (ISBN 978-2-7096-6780-7)
3. (en) Camino Ghosts, 2024

#### SérieMitch and Abby McDeere
- La Firme, Robert Laffont, coll. « Best-sellers », 1992 ((en) The Firm, 1991), trad. Patrick Berthon  (ISBN 2-221-07241-3)Réédition, Pocket no 2959, 1994 (ISBN 2-266-05692-1)
- Le Réseau, Jean-Claude Lattès, 2024 ((en) The Exchange (after the Firm), 2023), trad. Dominique Defert  (ISBN 978-2-7096-7372-3)

#### Autres romans
- L'Affaire Pélican, Robert Laffont, coll. « Best-sellers », 1993 ((en) The Pelican Brief, 1992), trad. Patrick Berthon  (ISBN 2-221-07389-4)Réédition, Pocket no 4335, 1995 (ISBN 2-266-06488-6)
- Le Client, Robert Laffont, coll. « Best-sellers », 1997 ((en) The Client, 1993), trad. Patrick Berthon  (ISBN 2-221-07589-7)Réédition, Pocket no 10286, 1998 (ISBN 2-266-07860-7) - Prix Bancarella 1994
- Le Couloir de la mort, Robert Laffont, coll. « Best-sellers », 1995 ((en) The Chamber, 1994), trad. Michel Courtois-Fourcy  (ISBN 2-221-07590-0)Réédition, Pocket no 10087, 1997 (ISBN 2-266-07247-1)
- L'Idéaliste, Robert Laffont, coll. « Best-sellers », 1996 ((en) The Rainmaker, 1995), trad. Éric Wessberge  (ISBN 2-221-07796-2)Réédition, Pocket no 10285, 2001 (ISBN 2-266-07859-3)
- Le Maître du jeu, Robert Laffont, coll. « Best-sellers », 1998 ((en) The Runaway Jury, 1996), trad. Patrick Berthon  (ISBN 2-221-07797-0)Réédition, Pocket, coll. « Thriller » no 12100, 2004 (ISBN 2-266-13927-4)
- L'Associé, Robert Laffont, coll. « Best-sellers », 1999 ((en) The Partner, 1997), trad. Patrick Berthon  (ISBN 2-221-07798-9)Réédition, Pocket, coll. « Thriller » no 10288, 2000 (ISBN 2-266-07861-5)
- La Loi du plus faible, Robert Laffont, coll. « Best-sellers », 2000 ((en) The Street Lawyer, 1998), trad. Patrick Berthon  (ISBN 2-221-08714-3)Réédition, Pocket, coll. « Thriller », 2001 (ISBN 2-266-20477-7)
- Le Testament, Robert Laffont, coll. « Best-sellers », 2000 ((en) The Testament, 1999), trad. Benjamin Legrand  (ISBN 2-221-08715-1)Réédition, Pocket no 11258, 2002 (ISBN 2-266-11059-4)
- L'Engrenage, Robert Laffont, coll. « Best-sellers », 2001 ((en) The Brethren, 2000), trad. Patrick Berthon  (ISBN 2-221-08879-4)Réédition, Pocket, coll. « Thriller » no 11706, 2003 (ISBN 2-266-12567-2)
- La Dernière Récolte, Robert Laffont, coll. « Best-sellers », 2002 ((en) A Painted House, 2000), trad. Patrick Berthon  (ISBN 2-221-09537-5)Réédition, Pocket, coll. « Thriller » no 11909, 2004 (ISBN 2-266-13210-5)
- Pas de Noël cette année, Robert Laffont, coll. « Best-sellers », 2002 ((en) Skipping Christmas, 2001), trad. Patrick Berthon  (ISBN 2-221-09610-X)Réédition, Pocket, coll. « Thriller » no 12106, 2004 (ISBN 2-266-13922-3)
- L'Héritage, Robert Laffont, coll. « Best-sellers », 2003 ((en) The Summons, 2002), trad. Patrick Berthon  (ISBN 2-221-09088-8)Réédition, Pocket, coll. « Thriller » no 12100, 2004 (ISBN 2-266-13927-4)
- La Transaction, Robert Laffont, coll. « Best-sellers », 2004 ((en) The King of Torts, 2003), trad. Patrick Berthon  (ISBN 2-221-10055-7)Réédition, Pocket, coll. « Thriller » no 12456, 2006 (ISBN 2-266-14994-6)
- Le Dernier Match, Robert Laffont, coll. « Best-sellers », 2006 ((en) Bleachers, 2003), trad. Patrick Berthon  (ISBN 2-221-10326-2)Réédition, Pocket, coll. « Thriller » no 13353, 2007 (ISBN 978-2-266-17277-6)
- Le Dernier Juré, Robert Laffont, coll. « Best-sellers », 2005 ((en) The Last Juror, 2004), trad. Patrick Berthon  (ISBN 2-221-10056-5)Réédition, Pocket, coll. « Thriller » no 12904, 2007 (ISBN 978-2-266-16016-2)
- Le Clandestin, Robert Laffont, coll. « Best-sellers », 2006 ((en) The Broker, 2005), trad. Patrick Berthon  (ISBN 2-221-10492-7)Réédition, Pocket, coll. « Thriller » no 13223, 2007 (ISBN 978-2-266-16873-1)
- Le Contrat, Robert Laffont, coll. « Best-sellers », 2011 ((en) The Appeal, 2007), trad. Johan-Frédérik Hel Guedj  (ISBN 978-2-221-10493-4)Réédition, Pocket, coll. « Thriller » no 14016, 2010 (ISBN 978-2-266-18943-9)
- La Revanche, Robert Laffont, coll. « Best-sellers », 2008 ((en) Playing for Pizza, 2007), trad. Johan-Frédérik Hel Guedj  (ISBN 978-2-221-11097-3)Réédition, Pocket, coll. « Thriller » no 14067, 2010 (ISBN 978-2-266-19486-0)
- L'Infiltré, Robert Laffont, coll. « Best-sellers », 2009 ((en) The Associate, 2009), trad. Johan-Frédérik Hel Guedj  (ISBN 978-2-221-11307-3)Réédition, Pocket no 14453, 2010 (ISBN 978-2-266-19852-3)
- La Confession, Robert Laffont, coll. « Best-sellers », 2010 ((en) The Confession, 2010), trad. Johan-Frédérik Hel Guedj  (ISBN 978-2-221-12548-9)Réédition, Pocket, coll. « Thriller » no 14974, 2012 (ISBN 978-2-266-22011-8)
- Les Partenaires, Robert Laffont, coll. « Best-sellers », 2012 ((en) The Litigators, 2011), trad. Isabelle D. Philippe et Abel Gerschenfeld  (ISBN 978-2-221-12984-5)Réédition, Pocket, coll. « Thriller » no 15543, 2013 (ISBN 978-2-266-23795-6)
- Calico Joe, Robert Laffont, coll. « Best-sellers », 2013 ((en) Calico Joe, 2012), trad. Abel Gerschenfeld  (ISBN 978-2-221-13503-7)Réédition, Pocket, coll. « Thriller » no 15650, 2015 (ISBN 978-2-266-23883-0)
- Le Manipulateur, Robert Laffont, coll. « Best-sellers », 2013 ((en) The Racketeer, 2012), trad. Johan-Frédérik Hel Guedj  (ISBN 978-2-221-12985-2)Réédition, Pocket, coll. « Thriller » no 15768, 2014 (ISBN 978-2-266-24445-9)
- L'Ombre de Gray Mountain, Jean-Claude Lattès, 2015 ((en) Gray Mountain, 2014), trad. Dominique Defert  (ISBN 978-2-7096-4658-1)Réédition, Le Livre de poche, coll. « Policier / Thriller » no 34149, 2016 (ISBN 978-2-253-11194-8)
- Les Imposteurs, Jean-Claude Lattès, 2019 ((en) The Rooster Bar, 2017), trad. Dominique Defert  (ISBN 978-2-7096-6148-5)Réédition, Le Livre de poche, coll. « Policier / Thriller » no 35698, 2020 (ISBN 978-2-253-18136-1)
- La Sentence, Jean-Claude Lattès, 2020 ((en) The Reckoning, 2018), trad. Dominique Defert  (ISBN 978-2-7096-6409-7)Réédition, Le Livre de poche, coll. « Policier / Thriller » no 36052, 2021 (ISBN 978-2-253-24180-5)
- Les Oubliés, Jean-Claude Lattès, 2021 ((en) The Guardians, 2019), trad. Dominique Defert  (ISBN 978-2-7096-6410-3)Réédition, Le Livre de poche, coll. « Policier / Thriller » no 36414, 2022 (ISBN 978-2-253-24276-5)
- La Chance d'une vie, Éditions du Masque, 2022 ((en) Sooley, 2021), trad. Camille Delporte  (ISBN 978-2-709-66949-8)
- Les Adversaires, Jean-Claude Lattès, 2024 ((en) Sparring Partners, 2022)  (ISBN 978-2709673747)
- Les Garçons de Biloxi, Jean Claude Lattès, 2025 ((en) The Boys from Biloxi, 2022)  (ISBN 978-2709673709)

### Ouvrages de littérature d'enfance et de jeunesse

#### SérieThéodore Boone
1. Théodore Boone, enfant et justicier, Oh !, 2010 ((en) Kid Lawyer, 2010), trad. Emmanuel Pailler  (ISBN 978-2-36107-008-3)Réédition, Pocket Jeunesse no J2619, 2013 (ISBN 978-2-266-24587-6)
2. L'Enlèvement, XO jeunesse, 2012 ((en) The Abduction, 2010), trad. Emmanuel Pailler  (ISBN 978-2-84563-608-8)Réédition, Pocket no 14633, 2013 (ISBN 978-2-266-21146-8)
3. Coupable ?, XO jeunesse, 2012 ((en) The Accused, 2012), trad. Emmanuel Pailler  (ISBN 978-2-84563-609-5)Réédition, Pocket Jeunesse no J2621, 2013 (ISBN 978-2-266-24589-0)
4. La Menace, XO jeunesse, 2013 ((en) The Activist, 2013), trad. Emmanuel Pailler  (ISBN 978-2-84563-610-1)
5. (en) The Fugitive, 2015
6. (en) The Scandal, 2016
7. (en) The Accomplice, 2019

### Recueil de nouvelles
- Chroniques de Ford County, Robert Laffont, coll. « Best-sellers », 2010 ((en) Ford County, 2009), trad. Christine Bouchareine  (ISBN 978-2-221-11585-5)Réédition, Pocket, coll. « Thriller » no 15027, 2011 (ISBN 978-2-266-22140-5)

### Nouvelles isolées
- (en) Blood Drive, 2011
- (en) Casino, 2011
- (en) Fetching Raymond, 2011
- (en) Fish Files, 2011
- (en) Funny Boy, 2011
- (en) Michael's Room, 2011
- (en) Quiet Haven, 2011

### Autres publications
- (en) The WaveDancer Benefit, 2002Écrit avec Pat Conroy, Stephen King et Peter Straub.
- L'Accusé, Robert Laffont, coll. « Best-sellers », 2007 ((en) The Innocent Man: A True Story, 2006), trad. Patrick Berthon  (ISBN 978-2-221-10821-5 et 978-2-266-17989-8)Réédition, Pocket, coll. « Thriller » no 13581, 2008
- (en) Don't Quit Your Day Job, 2010Écrit avec Winston Groom, Daniel Wallace, Brad Watson et al..

## Filmographie

### Scénariste
- 1998 : The Gingerbread Man de Robert Altman (histoire)
- 2004 : Mickey de Hugh Wilson

### Adaptations de ses œuvres
- 1993 : La Firme (The Firm) de Sydney Pollack (d'après La Firme)
- 1993 : L’Affaire Pélican (The Pelican Brief) d'Alan J. Pakula (d'après L'Affaire Pélican)
- 1994 : Le Client (The Client) de Joel Schumacher (d'après Le Client)
- 1996 : L'Héritage de la haine (The Chamber) de James Foley (d'après Le Couloir de la mort)
- 1996 : Le Droit de tuer ? (A Time to Kill) de Joel Schumacher (d'après Non coupable)
- 1997 : L’Idéaliste (The Rainmaker) de Francis Ford Coppola (d'après L'Idéaliste)
- 2003 : Le Maître du jeu (Runaway Jury) de Gary Fleder (d'après Le Maître du jeu)
- 2003 : The Street Lawyer de Paris Barclay (épisode pilote d'un projet de série TV) (d'après La Loi du plus faible)
- 2003 : A Painted House (téléfilm) d'Alfonso Arau (d'après La Dernière Récolte)
- 2004 : Un Noël de folie ! (Christmas with the Kranks) de Joe Roth (d'après Pas de Noël cette année)
- 2012 : The Firm (série télévisée) (d'après La Firme)
- 2018 : The Innocent Man (série télévisée) (d'après L'accusé)